# コナミコンピュータエンタテインメントスタジオ
コナミコンピュータエンタテインメントスタジオ（KONAMI COMPUTER ENTERTAINMENT STUDIOS, Inc.）は、かつて存在したコナミグループのコンシューマーゲーム開発会社。
WESTスタジオはコナミ神戸開発部（コナミコンピュータエンタテインメント大阪）を引き継いでおり、スポーツゲームや任天堂ゲーム機向けのアクションゲームを得意としていた。前者はパワプロプロダクションに引き継がれ、後者は旧社員がKCEスタジオ解散後にグッド・フィールを設立している。

## 沿革
- 1995年（平成7年）
  - 1月17日 - 阪神・淡路大震災によりコナミ神戸開発部が被災。
  - 4月3日 - コナミ神戸開発部が分社子会社化、コナミコンピュータエンタテインメント大阪（コナミコンピュータエンタテインメントおおさか、KCEO→KONAMI OSA）設立。
- 1996年（平成8年）4月1日 - コナミコンピュータエンタテインメント大阪開発5部（小島プロダクションの前身）が独立し、コナミコンピュータエンタテインメントジャパン設立。
- 1997年（平成9年）3月28日 - コナミコンピュータエンタテインメント札幌（コナミコンピュータエンタテインメントさっぽろ、KCES）、コナミコンピュータエンタテインメント横浜（コナミコンピュータエンタテインメントよこはま、KCEY）、コナミコンピュータエンタテインメント名古屋（コナミコンピュータエンタテインメントなごや、KCEN→KCE NAGOYA）設立。
- 1998年（平成10年） - コナミコンピュータエンタテインメント大阪開発1部が独立し、コナミコンピュータエンタテインメント神戸（コナミコンピュータエンタテインメントこうべ、KCEK）設立。
- 1999年（平成11年）9月9日 - コナミコンピュータエンタテインメント大阪がJASDAQ市場（現・ジャスダック）に上場。
- 2000年（平成12年）8月 - コナミコンピュータエンタテインメント横浜とコナミコンピュータエンタテインメント札幌が合併、（旧）コナミコンピュータエンタテインメントスタジオに社名変更。コナミコンピュータエンタテインメント大阪が株式会社ケイシーイーオーに社名変更。
- 2001年（平成13年）
  - 6月28日 - ケイシーイーオーがコナミコンピュータエンタテインメント大阪（コナミOSA）に社名変更。
  - 12月1日 - （旧）コナミコンピュータエンタテインメントスタジオ札幌事業所を「ハドソンスタジオ」として株式会社ハドソンに譲渡（ハドソンのコナミグループ入りに伴う施策。）。
- 2002年（平成14年）12月1日 - コナミコンピュータエンタテインメント神戸をコナミコンピュータエンタテインメント大阪が吸収合併。コナミコンピュータエンタテインメント名古屋解散。
- 2003年（平成15年）
  - 3月13日 - （旧）コナミコンピュータエンタテインメントスタジオをコナミコンピュータエンタテインメント大阪が全株式をコナミ株式会社から取得し、完全子会社化。
  - 5月1日 - コナミコンピュータエンタテインメント大阪が、（旧）コナミコンピュータエンタテインメントスタジオを吸収合併し、コナミコンピュータエンタテインメントスタジオ（コナミSTUDIO）に社名変更。同時に、本社を大阪から東京に移転。
- 2005年（平成17年）4月1日 - ゲーム事業の開発力強化のためコナミ株式会社（現：コナミグループ）に吸収合併され解散。

## 代表作品

### WESTスタジオ（KCE大阪）
- 実況パワフルプロ野球シリーズ
- 実況ワールドサッカーシリーズ
- 実況Jリーグパーフェクトストライカーシリーズ
- ハイパーオリンピックインナガノ
- その他各種スポーツゲーム
- がんばれゴエモンシリーズ
- 実況おしゃべりパロディウスシリーズ
- ときめきメモリアル (SFC)
- 悪魔城ドラキュラXX (SFC)
- HYBRID HEAVEN (N64)
- 麻雀MASTER (N64)

#### KCE神戸
- がんばれゴエモン (N64)
- 悪魔城ドラキュラ黙示録 (N64)
- ときめきメモリアルポケット (GBC)
- らくがきっず (N64)
- よゐこのゲーム道 (GBC)
- ビートマニアGB (GBC)
- ポップンミュージックGB (GBC)
- コナミ ワイワイレーシング アドバンス (GBA)
- 悪魔城ドラキュラ Circle of the Moon (GBA)

### EASTスタジオ（旧KCEスタジオ）

#### KCE札幌
- ビシバシスペシャルシリーズ
- 筋肉番付シリーズ
- 携帯電話のコンテンツ
- コナミ80'sアーケードギャラリー（PS）
- ときめきメモリアル 対戦とっかえだま(PS)(SS)

#### KCE横浜
- エアフォースデルタシリーズ
- pop'n musicシリーズ（PS・DC）
- beatmania IIDXシリーズ（PS2、『7th』以降。『6th』以前はKCEジャパンが開発）
- クラッシュ・バンディクーシリーズ（ローカライズ）
- コナミアンティークスMSXコレクション ウルトラパック（SS。PS版はKCE東京が開発）

### KCE名古屋
- G1ステイブルシリーズ
- がんばれゴエモン 黒船党の謎（GB）
- がんばれゴエモン〜来るなら恋! 綾繁一家の黒い影〜（PS）
- パワプロGB
- 悪魔城ドラキュラ 漆黒たる前奏曲 (GB)
- 悪魔城ドラキュラX 月下の夜想曲 (SS)
- JGTO公認 GOLFMASTER JAPAN GOLF TOUR GAME (GBA)

## 関連人物
- 赤田勲
- 梅崎重治
- 篠原健太